# Енцо Куки
Енцо Куки (итал. Enzo Cucchi; Моро д'Алба, 14. новембар 1950) је италијански сликар.
Један је главних од представника трансавангарде, заједно са Сандром Кијом, Франческом Клементеом, Мимом Паладином и Николом Де Маријом. Покрет је био на свом врхунцу током осамдесетих година двадесетог века, а био је део ширег покрета Неоекпресионизма који је заговарало више сликара из целог света.
Куки је израдио велики број цртежа са кратким пропратним поетичним текстовима. Такође је сликао и велике уљане слике на које је уграђивао керамичке, дрвене и гвоздене предмете. Иступао је против нарушавања западњачке уметничке традиције.